# Доркеј
Доркеј је у грчкој митологији било име више личности. Према Паусанији, ово је иста личност као и Дориклеј.

## Митологија
1. Припадник Долионијанаца који су се сукобили са Аргонаутима. У тој борби, убио га је Јасон.[2]
2. Војник у борби седморице против Тебе, близак пријатељ Партенопеја. Зато је Атена узела његов лик када је разговарала са Партенопејем.[2]
3. Један од Актеонових паса, кога помињу Хигин и Овидије у својим „Метаморфозама“.[3]

## Биологија
Латинско име ових личности (Dorceus) је назив рода паука.